# ديفيد مكدد
ديفيد مكدد (بالإنجليزية: David McDaid)‏ هو لاعب كرة قدم بريطاني في مركز الهجوم، ولد في 3 ديسمبر 1990 في ديري في المملكة المتحدة. شارك مع منتخب جمهورية أيرلندا تحت 20 سنة لكرة القدم. أما مع النوادي، فقد لعب مع ديري سيتي ونادي سليغو روفرز ونادي فين هاربز ونادي كليفتونفيل ونادي كوليرين ونادي يورك سيتي.

## وصلات خارجية
- ديفيد مكدد على موقع قاعدة بيانات كرة القدم.إي يو (الإنجليزية)
- ديفيد مكدد على موقع Soccerbase.com (لاعب) (الإنجليزية)
- ديفيد مكدد على موقع Soccerway.com (الإنجليزية)